# Shahar Perkiss
Shahar Perkiss (Hebreeuws:שחר פרקיס) (Haifa, 14 oktober 1962) is een voormalig Israëlische tennisser.
Perkiss speelde sinds 1981 proftennis. Hij is een relatief voor Israël lange speler (193 cm) en heeft in totaal $206.224 bij elkaar gespeeld.
Hij heeft tussen 1981 en 1992 31 Davis Cup-wedstrijden gespeeld, waarvan hij er 18 heeft gewonnen. Ook vertegenwoordigde hij Israël tijdens de Olympische Spelen 1988 maar hij verloor in de eerste ronde van de Argentijnse Javier Frana.
Shahar was van 1988 tot en met 1991, vier jaar op rij, kampioen van Israël.
Op 4 april 1985 noteerde hij in het enkelspel zijn hoogste positie als nummer 53 van de wereldranglijst. In het dubbelspel behaalde hij op 11 november 1985 zijn beste notering als nummer 54 op de wereldranglijst.

## Prestatietabel
| Legenda | Legenda                          |
| ------- | -------------------------------- |
| g.t.    | geen toernooi gehouden           |
| l.c.    | lagere categorie                 |
| –       | niet deelgenomen                 |
| G       | uitgeschakeld in de groepsfase   |
| 1R      | uitgeschakeld in de eerste ronde |
| 2R      | uitgeschakeld in de tweede ronde |
| 3R      | uitgeschakeld in de derde ronde  |
| 4R      | uitgeschakeld in de vierde ronde |
| KF      | uitgeschakeld in de kwartfinale  |
| HF      | uitgeschakeld in de halve finale |
| F       | de finale verloren               |
| W       | het toernooi gewonnen            |
| w-v     | winst/verlies-balans             |

### Prestatietabel grand slam, enkelspel
| Toernooi        | 1984 | 1985 | 1986 | 1990 |
| --------------- | ---- | ---- | ---- | ---- |
| Australian Open | 2R   | 2R   | –    | –    |
| Roland Garros   | –    | –    | 1R   | –    |
| Wimbledon       | 2R   | –    | –    | –    |
| US Open         | 3R   | 1R   | –    | 1R   |

### Prestatietabel grand slam, dubbelspel
| Toernooi        | 1984 | 1985 | 1986 |
| --------------- | ---- | ---- | ---- |
| Australian Open | 3R   | 2R   | –    |
| Roland Garros   | –    | –    | 1R   |
| Wimbledon       | 1R   | –    | 1R   |
| US Open         | 2R   | 1R   | 1R   |